# 110. Kongress der Vereinigten Staaten

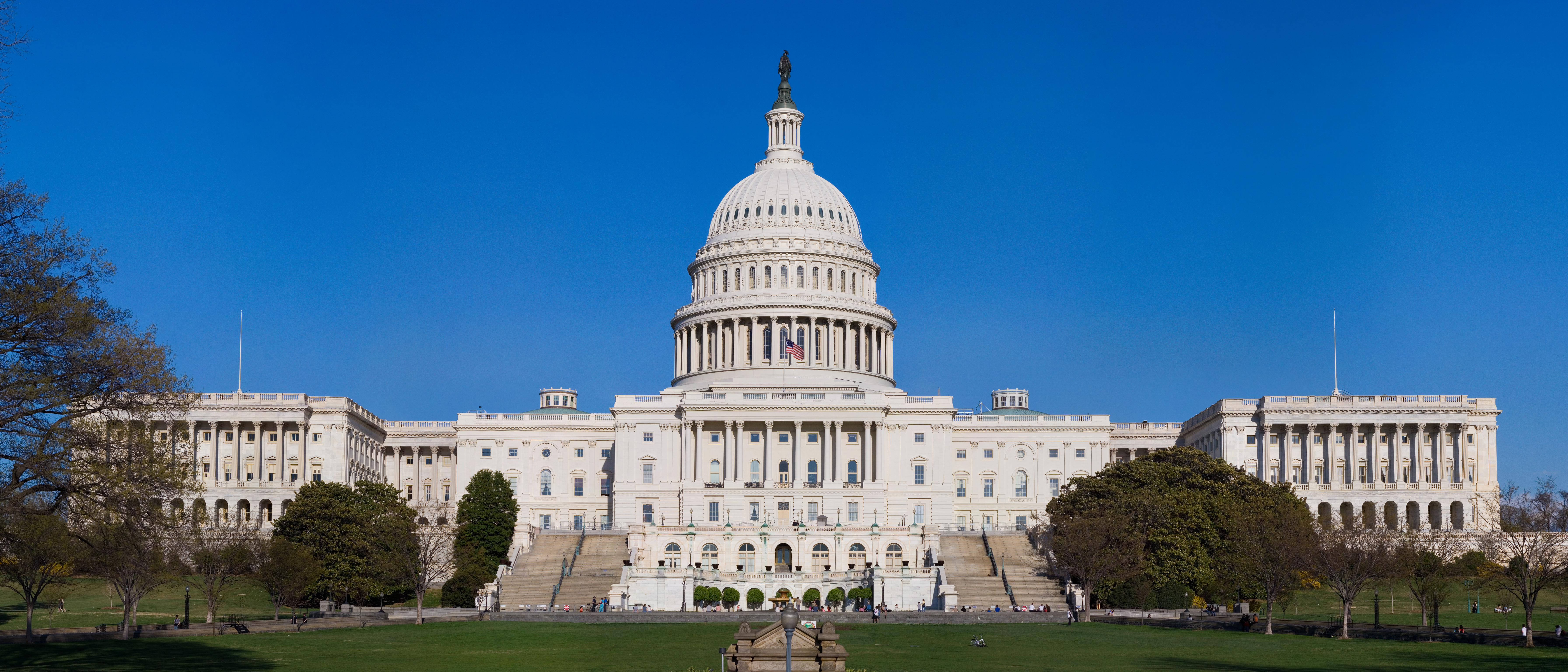
Das Kapitol, Sitz des Kongresses in Washington, D.C.

Der 110. Kongress der Vereinigten Staaten ist die Legislaturperiode von Repräsentantenhaus und Senat in den Vereinigten Staaten zwischen dem 4. Januar 2007 und dem 3. Januar 2009. Die Verteilung der Sitze im Repräsentantenhaus zu den einzelnen Bundesstaaten erfolgte gemäß der Volkszählung im Jahr 2000.
Alle 435 Abgeordneten des Repräsentantenhauses sowie 33 Senatoren (Klasse I) wurden bei den Kongresswahlen vom 7. November 2006 gewählt. Dabei erzielten die Demokraten erstmals seit 1995 wieder in beiden Häusern die Mehrheit – während der noch bis Januar 2009 amtierende Präsident der Vereinigten Staaten, George W. Bush, der Republikanischen Partei angehörte. Der Kongress tagte in der amerikanischen Bundeshauptstadt Washington, D.C.

## Bedeutende Ereignisse
- 27. Januar 2007: Präsident Bush hält die State of the Union Address 2007 vor dem Kongress, in der er unter anderem eine umfassende Militäroperation zur Beendigung des Irakkriegs vorschlägt.
- 7. Oktober 2007: Der Dow Jones Industrial Average der größten börsenorientierten Unternehmen schließt mit einem Rekordwert 14.164,53 Punkten. Bis März 2009 sinkt er um mehr als die Hälfte auf 6.547,05, nachdem Ende 2007 eine landesweite Immobilienblase platzt und die Vereinigten Staaten zum ersten Mal seit 2001 in eine Rezession geraten.
- 28. Januar 2008: Präsident Bush hält die State of the Union Address 2008 vor dem Kongress.
- 15. September 2008: Die viertgrößte Investmentbank Lehman Brothers meldet Konkurs an. Die Insolvenz ist nach Schuldenstand die größte in der Geschichte der Vereinigten Staaten. Sie hat weltweit Auswirkungen auf die Finanzmärkte.
- 4. November 2008: Bei den Kongresswahlen erreichen die Demokraten in beiden Kammern die Mehrheit. Der demokratische Präsidentschaftskandidat Barack Obama gewinnt die Wahl gegen den republikanischen Kandidaten John McCain.

## Bedeutende Gesetzgebung
- 25. Mai 2007 – Mit dem U.S. Troop Readiness, Veterans' Care, Katrina Recovery, and Iraq Accountability Appropriations Act, 2007 legte der Kongress einen neuen Haushaltsrahmen für den Irakkrieg und eine Reihe weiterer innenpolitischer Maßnahmen fest. Teil des Gesetzes war auch eine Anhebung des gesetzlichen Mindestlohns von 5,15 auf 7,25 US-Dollar pro Stunde.
- 19. Juni 2007 – Der Stem Cell Research Enhancement Act sollte die staatliche Förderung der Stammzellenforschung durch den Bund erlauben. Das Gesetz wurde vom Kongress verabschiedet, scheiterte aber am Veto von Präsident Bush.
- 3. August 2007 – Der Kongress verabschiedete den Implementing Recommendations of the 9/11 Commission Act of 2007, durch den sämtliche per Schiff oder Flugzeug in die Vereinigten Staaten gelieferten Güter von Bundesbehörden inspiziert werden sollen.
- 5. August 2007 – Der Protect America Act of 2007 erlaubte die Überwachung von ausländischen Zielpersonen ohne Gerichtsbeschluss, die sich im Ausland aufhalten und nach Ansicht der Geheimdienste eine Gefahr für die Sicherheit der Vereinigten Staaten darstellen.
- 13. Februar 2008 – Mit dem Economic Stimulus Act of 2008 verabschiedete der Kongress ein Gesetz zur Stützung der amerikanischen Wirtschaft nach Beginn der weltweiten Finanzkrise ab 2007.
- 21. Mai 2008 – Der Genetic Information Nondiscrimination Act verbot Krankenversicherern und Arbeitgebern, Personen allein aufgrund genetischer Merkmale zu diskriminieren.
- 30. Juli 2008 – Mit dem Housing and Economic Recovery Act of 2008 erhielt die Federal Housing Administration die Ermächtigung, an die halbstaatlichen Hypothekenfinanzierer Fannie Mae und Freddie Mac Ausfallgarantien bis zu einer Gesamthöhe von 300 Mrd. US-Dollar zu vergeben. Damit sollte die Ausbreitung der Finanzkrise eingedämmt werden, die in den Vereinigten Staaten insbesondere aufgrund einer geplatzten Immobilienblase ausbrach.
- 3. Oktober 2008 – Der Emergency Economic Stabilization Act ermächtigte das Finanzministerium der Vereinigten Staaten, riskante Anleihen, insbesondere unsichere Schuldverschreibungen für privat genutzte Immobilien, aufzukaufen und Kreditinstitute in finanziellen Nöten direkt mit Kapital zu versorgen, um deren Liquidität zu sichern. Das Gesamtvolumen der Ermächtigung betrug 700 Mrd. US-Dollar. Zeitgleich wurden auch Steuersenkungen für Unternehmen sowie für die Mittelschicht verabschiedet.

## Parteien

### Repräsentantenhaus
| Partei | Partei                     | Beginn      | Beginn        | Ende        | Ende          |
| Partei | Partei                     | Abgeordnete | Stimmenanteil | Abgeordnete | Stimmenanteil |
| ------ | -------------------------- | ----------- | ------------- | ----------- | ------------- |
|        | Republikanische Partei (R) | 202         | 46,4 %        | 198         | 45,7 %        |
|        | Demokratische Partei (D)   | 233         | 53,6 %        | 235         | 54,3 %        |
|        | Vakant                     | 0           | 0             | 2           | 2             |
| Summe  | Summe                      | 435         | 435           | 433         | 433           |

### Senat
| Partei | Partei                 | Beginn      | Beginn        | Ende        | Ende          |
| Partei | Partei                 | Abgeordnete | Stimmenanteil | Abgeordnete | Stimmenanteil |
| ------ | ---------------------- | ----------- | ------------- | ----------- | ------------- |
|        | Republikanische Partei | 49          | 49 %          | 49          | 49,5 %        |
|        | Demokratische Partei   | 49          | 49 %          | 48          | 48,5 %        |
|        | Unabhängig             | 2           | 2 %           | 2           | 2 %           |
|        | Vakant                 | 0           | 0             | 1           | 1             |
| Summe  | Summe                  | 100         | 100           | 99          | 99            |

## Führung

### Repräsentantenhaus

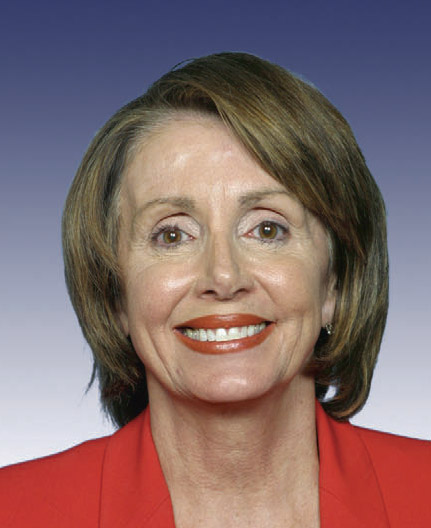
Erste Frau im Amt des Speakers: Nancy Pelosi

Änderungen im Vergleich zum 109. Kongress ergaben sich in erster Linie durch die veränderten Mehrheitsverhältnisse: Die Demokratin Nancy Pelosi, seit 2003 Minderheitsführerin, wurde als erste Frau in der Geschichte der Vereinigten Staaten zum Sprecher gewählt und löste damit den Republikaner Dennis Hastert ab, der diesen Posten seit 1999 innegehabt hatte. Bei den Republikanern behielten sowohl John Boehner, seit Februar 2006 Mehrheits-, nun Minderheitsführer, und Roy Blunt, seit 2003 Mehrheits-, nun Minderheitswhip, ihre Posten. Bei den Demokraten stieg der bisherige Whip, Steny Hoyer, zum Fraktionsführer auf, während Jim Clyburn dessen bisherigen Posten übernahm.
| Amt | Amt                               | Name         | Wahlkreis      | Seit |
| --- | --------------------------------- | ------------ | -------------- | ---- |
|     | Sprecher des Repräsentantenhauses | Nancy Pelosi | Kalifornien-8. | 2007 |

#### Führung der Mehrheitspartei
| Amt | Amt             | Name        | Wahlkreis        | Seit |
| --- | --------------- | ----------- | ---------------- | ---- |
|     | Mehrheitsführer | Steny Hoyer | Maryland-5       | 2007 |
|     | Mehrheitswhip   | Jim Clyburn | South Carolina-6 | 2007 |

#### Führung der Minderheitspartei
| Amt | Amt               | Name         | Wahlkreis  | Seit                                   |
| --- | ----------------- | ------------ | ---------- | -------------------------------------- |
|     | Minderheitsführer | John Boehner | Ohio-8     | 2007 (Fraktionsführung seit 2006)      |
|     | Minderheitswhip   | Roy Blunt    | Missouri-7 | 2007 (Whip der Republikaner seit 2003) |

### Senat

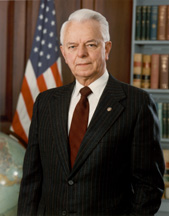
Neuer Präsident pro tempore: Robert Byrd

Im Senat löste der Demokrat Robert Byrd den Republikaner Ted Stevens als Präsident pro tempore ab. Während innerhalb der Demokratischen Partei Harry Reid und Dick Durbin auch als Vertreter der Mehrheitspartei ihre jeweiligen Posten beibehielten, kam es bei den Republikanern zu personellen Veränderungen: Der vormalige Whip Mitch McConnell wurde zum Minderheitsführer, während Trent Lott dessen vorherigen Posten übernahm.
| Amt | Amt                   | Name        | Partei                 | Bundesstaat   | Seit |
| --- | --------------------- | ----------- | ---------------------- | ------------- | ---- |
|     | Präsident des Senats  | Dick Cheney | Republikanische Partei | Wyoming       | 2001 |
|     | Präsident pro tempore | Robert Byrd | Demokratische Partei   | West Virginia | 2007 |

#### Führung der Mehrheitspartei
| Amt | Amt             | Name        | Bundesstaat | Seit                                 |
| --- | --------------- | ----------- | ----------- | ------------------------------------ |
|     | Mehrheitsführer | Harry Reid  | Nevada      | 2007 (Demokratenführer seit 2005)    |
|     | Mehrheitswhip   | Dick Durbin | Illinois    | 2007 (Whip der Demokraten seit 2005) |

#### Führung der Minderheitspartei
| Amt | Amt               | Name            | Bundesstaat | Seit |
| --- | ----------------- | --------------- | ----------- | ---- |
|     | Minderheitsführer | Mitch McConnell | Kentucky    | 2007 |
|     | Minderheitswhip   | Trent Lott      | Mississippi | 2007 |